# Município de Green Camp (condado de Marion, Ohio)
O município de Green Camp (em inglês: Green Camp Township) é um município localizado no condado de Marion no estado estadounidense de Ohio. No ano de 2010 tinha uma população de 1 179 habitantes e uma densidade populacional de 18,66 pessoas por km².

## Geografia
O município de Green Camp encontra-se localizado nas coordenadas 40° 32′ 28″ N, 83° 15′ 30″ O. Segundo o Departamento do Censo dos Estados Unidos, o município tem uma superfície total de 63.17 km², da qual 63,16 km² correspondem a terra firme e (0,02 %) 0,01 km² é água.

## Demografia
Segundo o censo de 2010, tinha 1 179 pessoas residindo no município de Green Camp. A densidade populacional era de 18,66 hab./km².